# Cv Angostura (V-20)
O Cv Angostura foi uma corveta operada pela Marinha do Brasil. As Corvetas Classe Imperial Marinheiro foram idealizadas e mandadas construir pelo Almirante Renato de Almeida Guillobel, em sua gestão a frente do Ministério da Marinha. Foi construída pelo estaleiro N.V. Werf Gust V/fa A.F. Smulders, em Rotterdam, Holanda. Teve sua quilha batida em 30 de outubro de 1953, foi lançada ao mar em 2 de fevereiro de 1955 e foi incorporada em 1º de agosto de 1955, pelo Aviso 2150 do Ministro da Marinha. Naquela ocasião, assumiu o comando, o Capitão-de-Corveta Orlando Braga Cruzeiro. Foi baixada em 2004 e colocada na reserva.
• Ano de 1983 - Aprisionamento e reboque do N/P VOYAGER de companhia americana que pescava em aguas brasileiras. Reboque do NOC Almirante Saldanha. Operação LEÃO I. Reboque do NM Morro Vermelho. Operação Resgate de estagio do foguete frances Ariane,lançado da Guiana Francesa. Operação Oceanex. Participação no aprisionamento e posterior reboque do NP NIGHT HAWK a Belem  que pescava em aguas brasileiras e somente parou as suas maquinas apos disparos do NaPa PAMPEIRO que o deteve. Operação Gavião 83-Rio Tocantins.
• Ano de 1984 - Transporte de naufragos sobreviventes do B/M "Aires da Costa "
FONTE:CMG Milton Alves Ramires,comandante (CC) no periodo de 19/04/1983 a 24/04/1984